# Mario Pocoví
Mario Pocoví (Buenos Aires, 22 de enero de 1923 - ibídem, 13 de enero de 1986) fue un primer actor y autor argentino.

## Carrera
Nacido en un seno  de artistas, su madre fue la actriz Renée Pocoví y su abuela la primera "triple" cómica española Elisa Pocoví.  Fue un actor de amplio caudal de improvisación, en la Época de Oro del cine argentino era convocado por directores de renombre como Leopoldo Torres Ríos, Carlos Schlieper,  Lucas Demare, entre otros. Y secundando a primeros actores como Luis Sandrini, Julia Sandoval, Mario Danesi, Ricardo Trigo y Federico Luppi.
En televisión debutó en uno de los ciclos más ambiciosos  de comienzos de la década de 1950, Biografía de grandes artistas, junto con actores como  Horacio Delfino, Jaime Walfish y  Elba Mania. Fue un destacado actor de reparto en ciclos de Nino Fortuna Olazábal. Fue elautor que más libros adaptó para la pantalla chica, desde 1963 hasta 1985, resignando su labor de actor para preparar cada semana un título diferente.
En radio hizo decenas de adaptaciones como la obra Más pobre que una laucha, emitida por LR2 Radio Argentina.
Integró a su vez la Sociedad General de Autores de la Argentina (Argentores).

## Filmografía
- 1942: Mar del Plata ida y vuelta.
- 1948: El tambor de Tacuarí.
- 1949: Se llamaba Carlos Gardel.
- 1951: Corazón fiel.
- 1951: El hermoso Brummel.
- 1951: Derecho viejo.
- 1952: La encrucijada.
- 1957: Amor se dice cantando.
- 1957: Las campanas de Teresa.
- 1958: Socios para la aventura.
- 1959: Mi esqueleto.
- 1969: Kuma Ching.
- 1974: La flor de la mafia.[4]

## Televisión
Como actor:
- 1952: Biografía de grandes artistas
- 1955: Tropicana Club, junto a Ángel Magaña, Carlos Castro "Castrito" y Elsa Miranda.
- 1965: Teatro como en el teatro (ep. Un escalón... el cielo y Burro de carga).
- 1965: Los chicos crecen.
- 1966: Los que no esperan.
- 1969/1974: Los Campanelli.
- 1970: Otra vez Drácula.
- 1971/1973: Las cosas de los Campanelli.
- 1974: Alta comedia.[5]

Como adaptador:
- 1971: La comedia de la tarde.
- 1975: Teatro como en el teatro.
- 1977: El cuarteador.
- 1981/1982: Teatro de humor.

Como autor:
- 1969/1974: Los Campanelli
- 1971: Los vecinos son macanudos.
- 1976: El gato.
- 1980: María, María y María.
- 1981: Luciana.
- 1982: Angelina.

Como traductor:
- 1973: Humor a la italiana.

## Teatro
- Tierra extraña (1945), bajo la dirección de Enrique de Rosas. Estrenada en el Teatro Nacional de Comedia.
- Pigmalión (1948).
- Tartufo en 1949, junto a Alicia Cüment, Ñola Cori, Virginia Luque, Ángeles Martínez, Amelia Senisterra, René Cossa, Eduardo Cuitiño, Reynaldo Mompel, Julio Renato y Gerardo Rodríguez.
- Los Disfrazados (1953).
- La mala reputación (1954). Estrenada en Teatro Boedo.Dirección de Antonio Cunill Cabanellas, con un elenco que incluía a María Armand, Marta Carrillo, Blanca del Prado, Osvaldo Miranda y Bernardo Perrone.
- Culpable (1956).
- Esta noche mejor no (1958), en el Teatro Empire, con dirección de Luis Sandrini, completan el elenco Duilio Marzio, Malvina Pastorino, Lalo Malcom y Armando Lopardo.
- La buena sopa (1960), junto a la Compañía teatral de Lola Membrives, junto a Helena Cortesina, Oscar Soldati, Paquita Más, Leo Brigatti, Luis Casal y Enrique San Miguel, entre otros.
- Whisky, Crimen y Strip-Tease (1966).
- Convivencia femenina (1986) - Teatro Lorange junto a Silvia Montanari, Betiana Blum, Oscar Viale, Germán Palacios, Elvia Andreoli, Luis Diego Pedreira y Juan Carlos Rotter.